# 西恩娜·赫恩
西恩娜·赫恩（英語：Sienna Hearn，2002年7月16日—），澳大利亚女子水球运动员。她曾代表澳大利亚国家队参加2024年夏季奥林匹克运动会女子水球比赛，获得一枚银牌。